# 一ノ瀬裕子
一ノ瀬 裕子（いちのせ ゆうこ、本名・牟田裕子、1971年9月20日 - ）は、日本の政治家、元アナウンサー。佐賀県県議会議員（2期）。

## 来歴
佐賀県佐賀市出身。佐賀大学教育学部附属小学校、同中学校、佐賀西高校を経て早稲田大学に進学。卒業後の1994年に地元佐賀のサガテレビに入社し、1998年にフリーアナウンサーとして独立。アナウンサーとしてはニュース番組のキャスターや情報番組のMCを務めたほか、めざましテレビでの佐賀からの中継リポーターも担当した。また自治体・企業による各種シンポジウムのコーディネーター、講演会やイベントの司会、全国植樹祭や赤十字大会など皇室が関係する行事での式典司会なども務めた。
2019年、佐賀県議会議員選挙の佐賀市選挙区に無所属で立候補を表明。小中学校の同級生などを中心とした草の根選挙を展開。若い女性や中高年層からの支持を集めトップ当選を果たした。佐賀市選挙区の無所属新人候補が一万票以上を獲得したのは16年ぶり、佐賀県議会で女性議員2名となるのは12年ぶり（もう一人は7期目の当選を果たした共産現職）だった。県議会では一人会派（佐賀讃花の会）として活動していたが、2021年12月に自民党に入党。翌年の2022年1月自民会派入りした。

## アナウンサー時代の出演番組
- 週刊GABAI
- 情報プラザDONDON DOようび ほか